# Rogério Wolf
Rogério Wolf (Campinas, 26 de novembro de 1956) é um flautista brasileiro.
Nascido em Campinas, interior de São Paulo, é filho do pastor presbiteriano Celso Wolf e de Cleide Zerlotti Wolf, tradutora e corista. Rogério teve, desde a infância, contato com a música clássica, tendo iniciado o estudo de flauta aos 18 anos. Tocou na Orquestra Sinfônica do Estado de São Paulo como 1ª flauta por mais de 25 anos e também passou pela Orquestra Sinfônica Brasileira.

## Biografia
Bacharel em Flauta Transversal pela FASM (SP), na década de 70 participou de cursos durante o Festival de Inverno de Campos do Jordão como o de Coral com o maestro Hugh Ross (1977), curso de regência orquestral com o maestro Eleazar de Carvalho (1978), Música de câmara (1979) e Orquestra (1980), participou de seminários internacionais como o de James Galway em Weggis - Suíça (1995) e András Adorjan em Lausanne, Suíça (1987), de masterclasses com Jeanne Baxtresser (1991), Pierre-Yves Artaud (1989) e James Walker (1982). Iniciou seus estudos de flauta com o flautista e saxofonista Hector Costita na Fundação das Artes de São Caetano. Em seguida entrou na Escola Municipal de Música de São Paulo, na classe do Prof. Jean-Noel Saghaard, com quem tocou na Orquestra Sinfônica do Estado de São Paulo por 20 anos e também no Instituto de Artes do Planalto (atual Instituto de artes da UNESP) onde estudou com Renato Axelrud, com que também dividiu a cadeira de primeira flauta muitos anos depois na, Orquestra Sinfônica Brasileira do Rio de Janeiro.

## Carreira
Inciou seus estudos na flauta aos 18 anos, o que é considerado tardio no universo musical e, em 1981, após 3 anos de estudo foi selecionado para a Orquestra Sinfônica do Estado de São Paulo - OSESP, onde permaneceu durante 20 anos como Primeira Flauta até ser desligado juntamente com outros membros da comissão dos músicos, em uma situação que se tornou famosa no mundo musical. Após esse episódio assumiu o posto de primeira flauta da Orquestra Sinfônica Brasileira - OSB (2003-2006) e Orquestra Sinfônica do Estado do Espírito Santo - OSES (2011-2012). Seu instrumento é uma  Flauta Brannen de ouro.
Empenhado na divulgação internacional de obras de compositores brasileiros, em dezembro de 1999 realizou uma turnê ao lado do pianista Fernando Tomimura em cidades da Alemanha, Finlândia e Rússia.
Atualmente é professor da Escola Municipal de Música de São Paulo, da Escola Superior de Música da Faculdade Cantareira e do Instituto Baccarelli, do qual também é ensaiador do naipe de madeiras da Orquestra Sinfonica Juvenil. 
Reconhecido por seu trabalho como professor tem sido convidado a dar aulas e masterclasses em importantes instituições como Conservatório de Música de Genebra, Conservatório de Música Neuchâtel - La Chaux-de-Fonds, University of Iowa e University of Southern Mississippi entre outras. Wolf tem sido convidado para diversos festivais e concursos, fez inúmeros concertos com orquestras do mundo todo.
"Rogério Wolf é um instrumentista em muitos planos, excepcional" "...desempenhou de forma antológica, durante as duas récitas de sua orquestra em "Daphnis et Chloé" de Ravel..." (Critica Concerto OSESP) Folha de S.Paulo, 23 de setembro de 2000.

### ABRAF
Como presidente da Associação Brasileira de Flautistas (ABRAF), organizou nove Festivais Internacionais de Flauta em diversas cidades brasileiras, a edição de 2017 do XIV Festival Internacional de Flautistas aconteceu na no mês de Setembro na cidade de São Paulo, hoje em dia este evento é considerado o mais importante de toda a América Latina.

## Repertório

### Concertos
- J. S. Bach: Brandenburg Concerto No. 4 in G Major
- Ernst Widmer: Concerto for 2 flutes and Orchestra
- W.A.Mozart: Flute Concerto in D major, K.314
- J. S. Bach: Brandenburg Concerto No.5 in D major, BWV 1050
- W.A.Mozart: Andante in C for Flute and Orchestra
- G.P.Telemann,: Concerto for Flute, Recorder and String Orchestra
- D.Cimarosa: Concerto in G for 2 Flutes and Orchestra
- A.Vivaldi: Concerto “La tempesta di Mare” Op.10
- A.Khachaturian: Concerto for Flute and Orchestra
- Camargo Guarnieri: Improvisação for Flute and String Orchestra
- Antonio Ribeiro: Miniaturas for flute and String Orchestra
- Joaquínn Rodrigo: Fantasia para un Gentilhombre for flute and Orchestra
- Mestre Duda: Concertino for Flute and String Orchestra
- C.Gounod: Fantasie sur Romeu and Julieta for Flute and Orchestra
- E.Tabakov: Concerto for Two Flutes and Orchestra
- Joaquín Rodrigo: Concierto Pastoral for Flute and Orchestra
- J. S. Bach: Orchestral Suite No.2 in B minor, BWV 1067
- F.Doppler: Andante & Rondo for 2 Flutes and Orchestra
- W.A.Mozart: Flute Concerto No. 1 in G major K. 313
- W.A.Mozart: Concerto for Flute, Harp and Orchestra, K.299
-  C.Reinecke: Flute Concerto in D for flute solo and orchestra
- A.Vivaldi: Il Cardellino Op.10
- Jean Goldenbaum: 'The Universe shall conspire to Love' Concerto for flute, percussion and orchestra, Op.27
- G.P.Telemann,: Suite in A Minor for flute and strings
- A.Vivaldi: Concertos Op.10 nº1, 2 and 3

### Flauta e piano
- S.Prokofiev: Sonata Op 94
- F.Schubert: Sonata (Per Arpeggione)
- C.Franck: Sonata em Lá maior
- C. Reinecke: Sonata “Undine“ Op.167
- H. Duttileux: Sonatina
- F.Schubert: Trockne Blumen
- F.Schubert: Die Schoene Muellerin D 802
- Clara Schumann: Drei Romanzen
- Wagner Ortiz: Micareta Op.125a (dedicada à Rogério Wolf)
- Bohuslav Martinu: First Sonata for flute and piano
- L.Berkeley: Sonatina
- P. Gaubert: Sonata nº 1 in A major
- P.Gaubert: Nocturne
- P.Gaubert: Madrigal
- P.Gaubert: Fantasie
- P.Gaubert: Nocturne & Allegro Scherzando
- R.Schumann: Romances
- Andre Jolivet: Capers
- Andre Jolivet: Chant de Linos
- C. Nielsen: Fantasie Pieces op 2
- F.Borne:: Fantasia Brillante on themes from Bizet’s Carmen
- G.F.Haendel: Arrival of the Queen of Sheba
- T. Boehm: Thema und Variationen uber Nel cor piu non mi sento op.4
- J.L.Tulou: Grand Solo Op.96, nr.13

### Música contemporânea
Flauta e eletrônica
- Aylton Escobar:  Sete Palavras e um Punhal
- Philippe Manoury: Jupiter (1987)
- Luciano Bério: Sequenza n.1